# Alice Sebold
Alice Sebold (* 6. září 1963, Madison, Wisconsin, USA) americká spisovatelka. Vyrůstala na předměstí Filadelfie, v roce 1980 absolvovala střední školu v Great Valley v Pensylvánii. Studovala na několika vysokých školách. Deset let žila na Manhattanu, kde vystřídala mnoho zaměstnání (především jako servírka), dva roky brala heroin, později se přestěhovala do Jižní Kalifornie. V roce 2001 se provdala za Glena Davida Goldema.

## Dílo
1. 1999 Lucky - zachycuje vzpomínky na znásilnění v osmnácti letech.
2. 2002 Pevné pouto (anglický originál: Lovely Bones) - v českém jazyce román vyšel roku 2008 v překladu Jany Pancerové. V roce 2009 režisér Peter Jackson knihu převedl do filmové podoby, v hlavních rolích Saoirse Ronan, Mark Wahlberg a Rachel Weisz.
3. 2007 The Almost Moon